# Стафидено вино
Стафидено вино (англ.: Straw wine, или raisin wine) е десертно благородно сладко вино, получено от най-малко 85 на сто добре узряло завехнало грозде, с начално минимално естествено захарно съдържание на гроздовата мъст – 212 грама на литър. Естественото алкохолно съдържание на тези вина не може да бъде по-малко от 12 обемни процента.

## Технология на стафидените вина
При ферментацията голяма част от захарите не могат да се трансформират в алкохол и получените вина са с високо захарно съдържание. Ферментацията и отлежаването на благородно сладки вина се извършва във ферментационни резервоари според прилаганата технология при по-ниски температури или в някои случаи със загряване на гроздето или гроздовата каша до температура 60 градуса по Целзий. Начините за получаването на стафидирало грозде с високо захарно съдържание са няколко.
Най-масово използваният е оставяне на гроздето на лозата за по-късен гроздобер с цел допълнително натрупване на захари и ароматни вещества в тях. При това забавяне на гроздобера гроздето натрупва повече захари и започва да стафидизира. Получените вина се наричат „вина от късен гроздобер“. Друг подобен способ, познат най-вече в Италия за производство на виното „Речото“ и във Франция, където такова вино е известно като „сламено вино“, е т.нар. метод „пасито“, при който гроздето се окачва в проветриви помещения или се разстила върху сламени рогозки до неговото стафидизиране.
Такъв тип вина се правят основно във Франция, Испания, Италия, Гърция, Австрия и САЩ.